# Imunologie

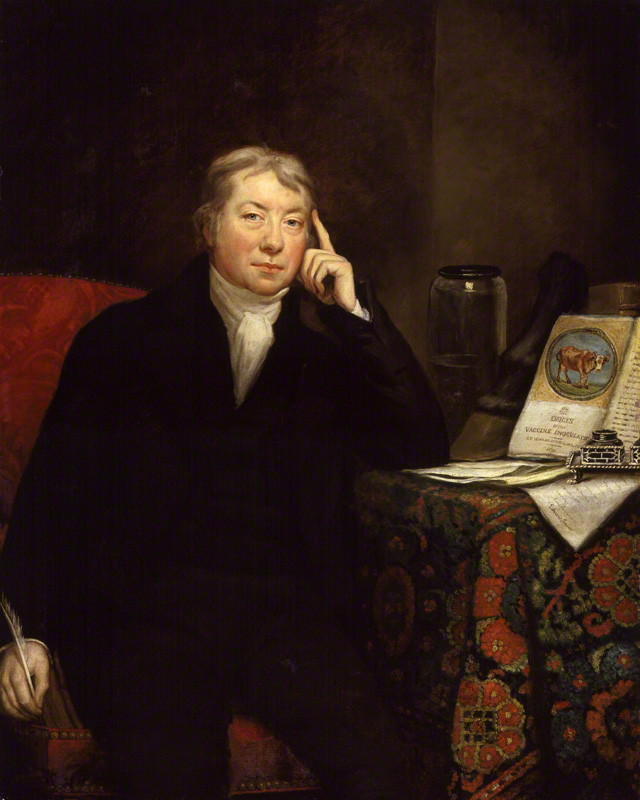
Edward Anthony Jenner, průkopník vakcinace (portrét James Northcote)

Imunologie, někdy též imunobiologie je vědní disciplína zabývající se zkoumáním imunitního systému. Občas bývá ne zcela správně chápána jako odvětví medicíny, její rozsah je však daleko širší.

## Historie
Nejstarší doložené využití imunologických metod pochází z 10. století z Číny, kde bylo používáno vdechování usušených neštovičných strupů, obsahujících především neaktivní viriony, k ochraně před pravými neštovicemi. Tento způsob, nazývaný variolace, později zdokonalil britský lékař Edward A. Jenner, který použil k očkování proti pravým neštovicím virus neštovic kravských a položil tak základy vakcinace (vacca - latinsky kráva). 
Další významnou osobností období zrodu tohoto oboru byl Louis Pasteur, který kromě jiného vyvinul očkování proti anthraxu a vzteklině.
Imunologie poskytla lidstvu vedle vakcinačních programů i moderní způsoby imunoterapie lidských onemocnění, které jsou založeny na použití uměle vytvořených monoklonálních protilátek. Jedná se o hlavní nástroje biologické léčby - imunoterapie, která dnes tvoří zásadní část vývoje nových léčiv.
Klasicky se dělí imunologie podle funkce na:
- evolučně starší, ale funkčně důležitější vrozenou imunitu (anglicky Innate immunity), která spoléhá na antigenně-nespecifickou odpověď, jako je například zánět, srážení krve, fagocytóza, antimikrobiální peptidy, komplementový systém nebo rozeznávání molekulárních vzorů spojených s patogeny a nebo typických pro poškození vlastních buněk a tkání prostřednictvím PRR receptorů vedoucí k aktivaci APC buněk, které následně prezentují antigenní fragmenty specifickým T-lymfocytům
- získanou adaptivní imunitu (anglicky Adaptive immunity) využívající schopnosti vysoce rozmanitých imunoreceptorů lymfocytů (protilátek a T-buněčných receptorů u obratlovců) rozpoznat specifické cizorodé struktury (antigeny) a jejich fragmenty.

## Laureáti Nobelovy ceny
- 1901 Emil von Behring (1854-1917), „za objev séra proti záškrtu“ (první Nobelova cena za fyziologii a lékařství)
- 1908 Ilja Iljič Mečnikov a Paul Ehrlich (1854-1915), „za výzkumy imunitního systému“
- 1919 Jules Bordet (1870-1961), „za objevy v související s imunitním systémem“
- 1930 Karl Landsteiner (1868-1943), „za výzkumy typů lidské krve“
- 1960 Peter B. Medawar (1915-1987) a Frank Macfarlane Burnet (1899-1985), „objev získané imunologické tolerance“
- 1972 Gerald Maurice Edelman (* 1929) a Rodney Robert Porter (1917-1985), „za práci na struktuře protilátek“
- 1980 Baruj Benacerraf (1920–2011), Jean Dausset (1916–2009) a George Davis Snell (1903-1996), „za rozvoj studia histokompatibilních antigenů“
- 1984 Niels Jerne (1911-1994), Georges J. F. Köhler (1946-1995) a César Milstein (1927-2002) „za zásluhy o pokrok v teorii imunitního systému a objev principu tvorby monoklonálních protilátek“
- 1987 Susumu Tonegawa (* 1939), „za objev genetického základu vytváření variability protilátek“
- 1989 J. Michael Bishop (* 1936) a Harold E. Varmus (* 1939), „za objevy v oblasti retrovirů“
- 1996 Peter C. Doherty (* 1940) a Rolf M. Zinkernagel (* 1944) „za objevy v oboru ochrany lidské imunity“
- 2011 Bruce A. Beutler a Jules A. Hoffmann „za jejich objevy týkající se aktivace vrozené imunity“ a Ralph M. Steinman „za jeho objev dendritické buňky a její role v rámci získané imunity“